# Androsace sericea
Androsace sericea är en viveväxtart som beskrevs av Ovczinn. Androsace sericea ingår i släktet grusvivor, och familjen viveväxter. Inga underarter finns listade i Catalogue of Life.